# Actinodaphne monantha
Actinodaphne monantha là loài thực vật có hoa trong họ Nguyệt quế. Loài này được (Y.C.Yang & P.H.Huang) H.P.Tsui miêu tả khoa học đầu tiên năm 1987.